# Désert Arabique
Ne doit pas être confondu avec Désert d'Arabie.
 (avril 2021).
Si vous disposez d'ouvrages ou d'articles de référence ou si vous connaissez des sites web de qualité traitant du thème abordé ici, merci de compléter l'article en donnant les références utiles à sa vérifiabilité et en les liant à la section « Notes et références ».
Le désert Arabique ou désert oriental d'Égypte est un désert de l’Est de l’Égypte situé à l’extrémité Nord-Est du Sahara. Il est délimité par le delta du Nil au nord, le canal de Suez et la mer Rouge à l’est, la vallée du Nil à l’ouest et le désert de Nubie au sud, au-delà du lac Nasser.
En Égypte, la région est qualifiée de désert oriental par opposition au désert occidental d'Égypte (désert libyque), tandis que le désert du Sud peut être qualifié de désert méridional d'Égypte.

## Géographie
Du point de vue égyptien, le Sahara est coupé en deux par la vallée du Nil. À l'est, en direction du péninsule Arabique et de la mer d'Arabie, se trouve le désert Arabique, prolongé au sud par le désert de Nubie. À l'ouest en direction de l'Afrique, se trouve le désert Libyque. Le côté arabique est parcouru du nord au sud par l'Itbay, une chaîne de montagnes qui longe la mer Rouge sur sa rive occidentale, parallèlement aux monts Sarawat qui la longent sur sa rive orientale. Le désert Arabique culmine à 2 187 mètres d'altitude.

## Peuplement
Ce désert est peu fréquenté. Il ne contient pas de grandes oasis comme le désert Libyque. Néanmoins, le littoral de la mer Rouge est devenu très attractif pour le tourisme en raison de nombreux sites réputés pour la plongée sous-marine tels que ceux d'Hurghada.

## Histoire
Dans l'Égypte ancienne, les pharaons envoyaient des expéditions dans le désert pour exploiter des mines d'or dans les régions du Wadi Hammamat, du Wadi Allaqi et du Wadi al Arab. Ils creusaient des puits ou utilisaient des réservoirs naturels d'eau de pluie pour l'approvisionnement et le lavage du minerai. Une inscription de Ramsès II raconte le creusement d'un tel puits près du Wadi Allaqi : « Il y a de l'or en grande quantité dans le désert d'Ikayta mais son chemin est entièrement privé d'eau. Alors que quelques [hommes] de l'équipe des laveurs d'or se rendaient là-bas, la moitié moururent de soif sur le chemin ainsi que les ânes qui étaient devant eux. Ils n'ont pas la possibilité de boire [suffisamment] en montant et descendant avec l'eau de leur outre. L'or n'est plus apporté de ces régions car elles sont privées d'eau ». Plusieurs rois avant Ramsès tentent de creuser des puits, celui ordonné par son père Séthi Ier atteint la profondeur de 120 coudées (chiffre sans doute exagéré) sans trouver d'eau. C'est finalement le puits ordonné par Ramsès qui atteint l'eau à une profondeur de 12 coudées.
Sous l'Empire romain, à partir du règne de Claude, les carrières de pierre du désert Arabique alimentaient l'architecture impériale en blocs de porphyre et de granit. Elles dépendaient de deux grandes sociétés d'affermage appelées Mons Claudianus et Mons Porphyrites. Beaucoup de ces blocs, transportés par le Nil ou la mer Rouge, sont encore visibles au Panthéon de Rome et dans plusieurs édifices du Forum Romain. Les travailleurs n'étaient pas, comme sous les pharaons, des hommes libres engagés pour une campagne limitée, mais des forçats condamnés aux mines, des damnati in metallum, parmi lesquels certains des premiers chrétiens persécutés. Une garnison importante assurait la sécurité des carrières et tenait en respect les nomades arabes.
Le désert Arabique a été un des principaux séjours des premiers ermites chrétiens égyptiens. Deux monastères coptes se trouvent dans ce désert : le monastère de Saint-Paul, lieu de la sépulture de saint Paul de Thèbes et le monastère Saint-Antoine, lieu de celle de saint Antoine le Grand. L'entretien de saint Paul de Thèbes avec saint Antoine et l'enterrement de saint Paul constituent des thèmes classiques de la peinture chrétienne aussi bien en Orient qu'en Occident.

Images
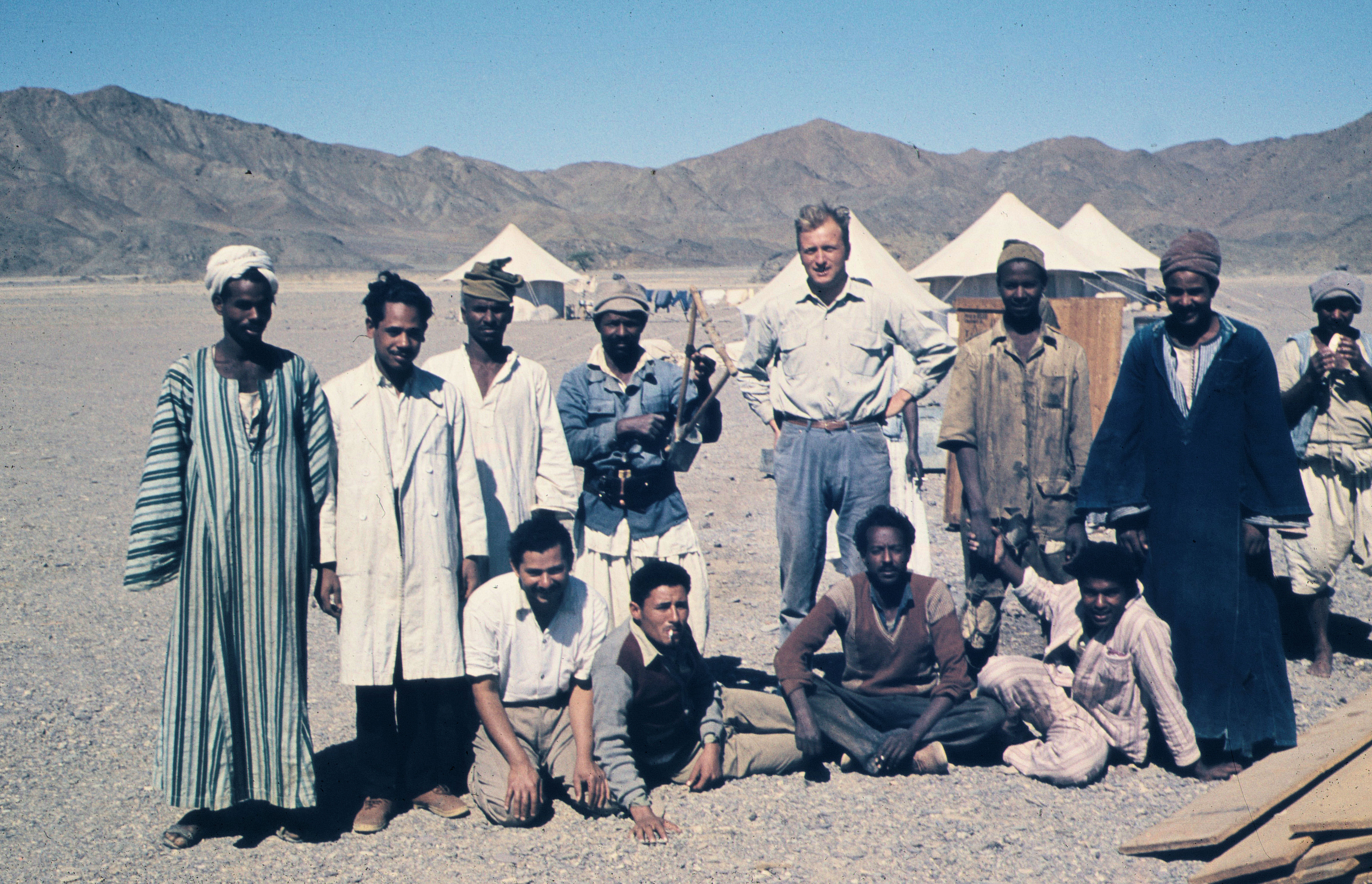
Voyageur européen et habitants en 1960
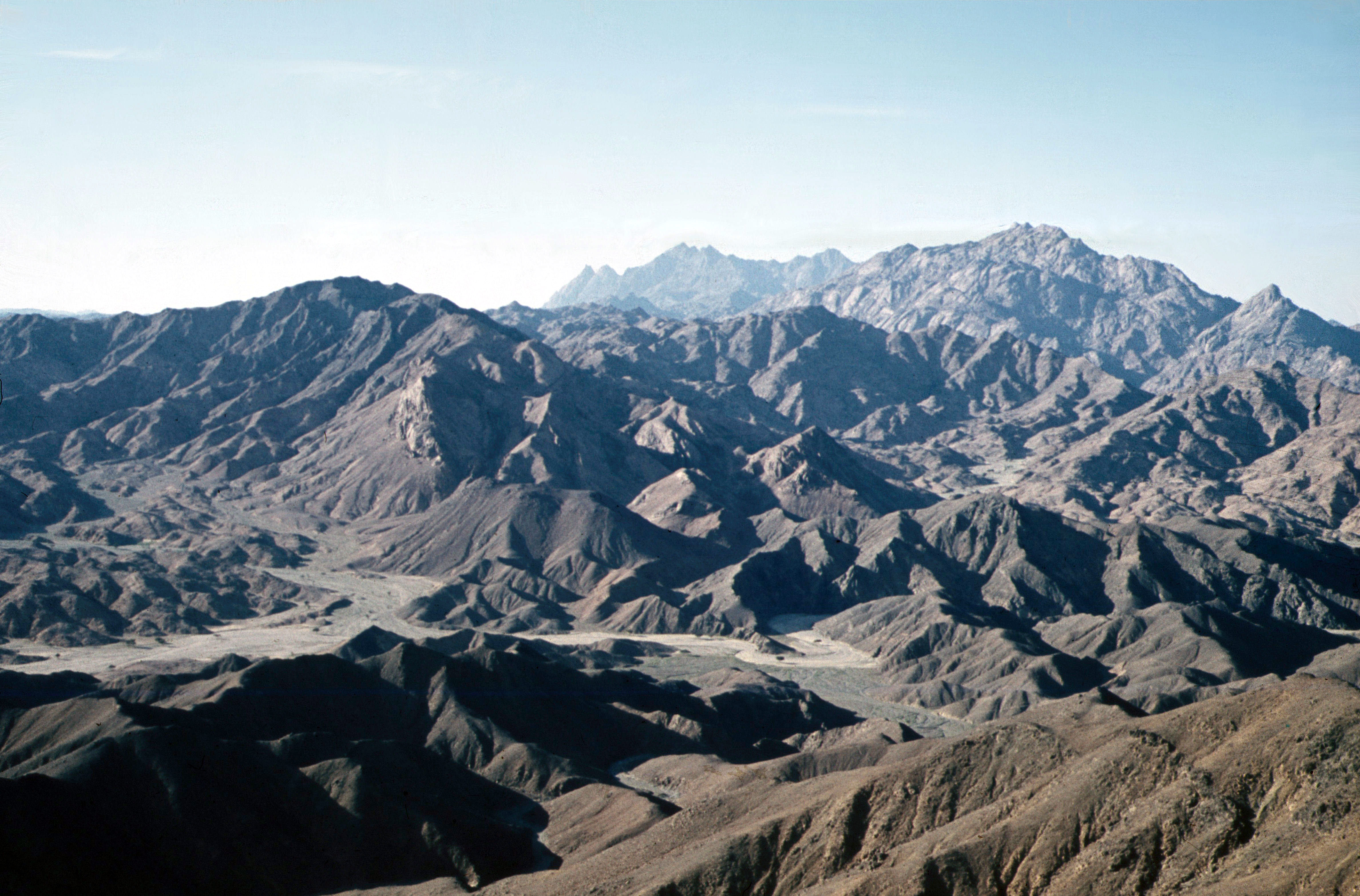
Montagnes et vallée du Wadi Um Ghamis en février 1961
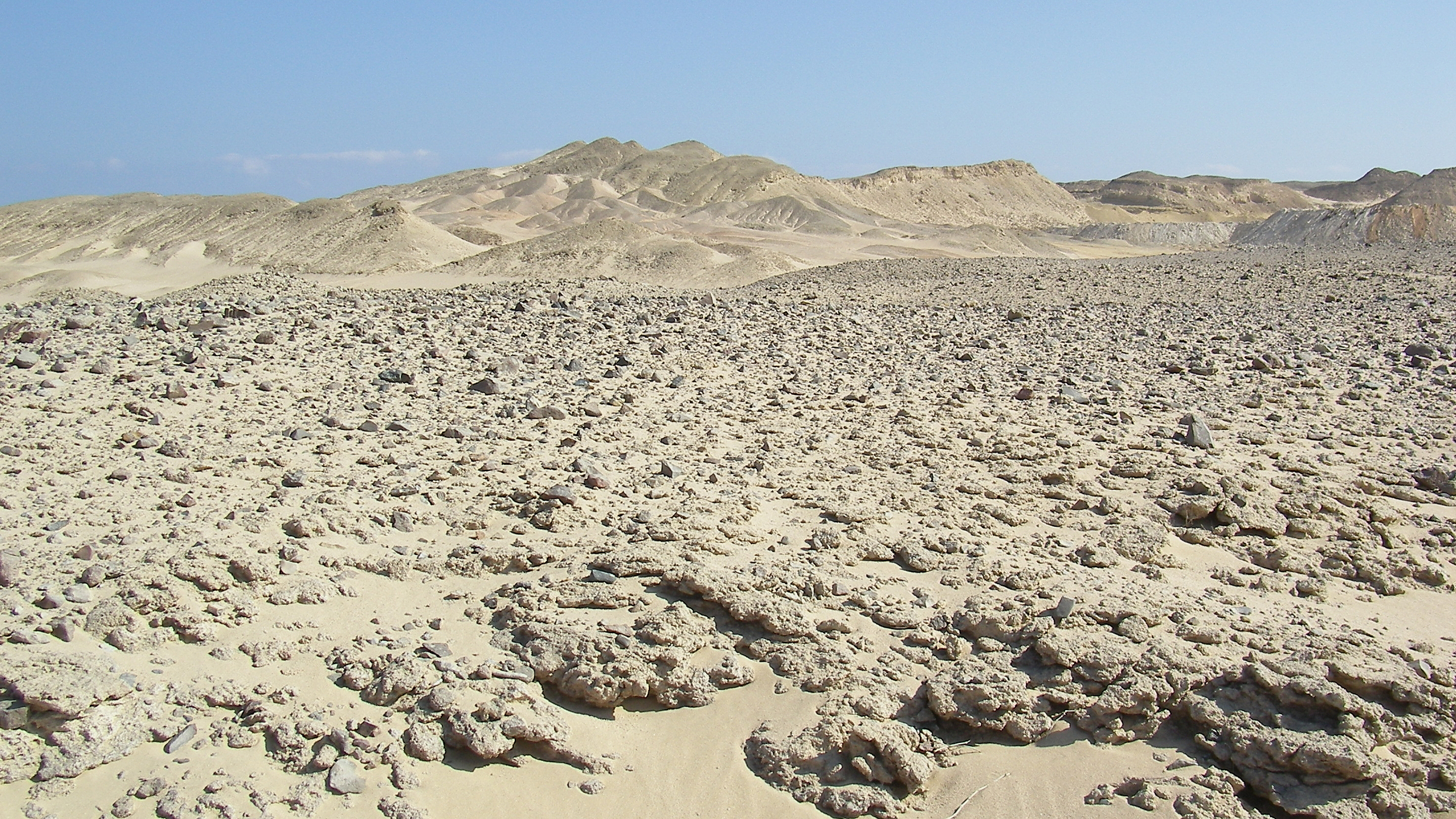
Paysage du désert non loin de la mer Rouge en décembre 2006
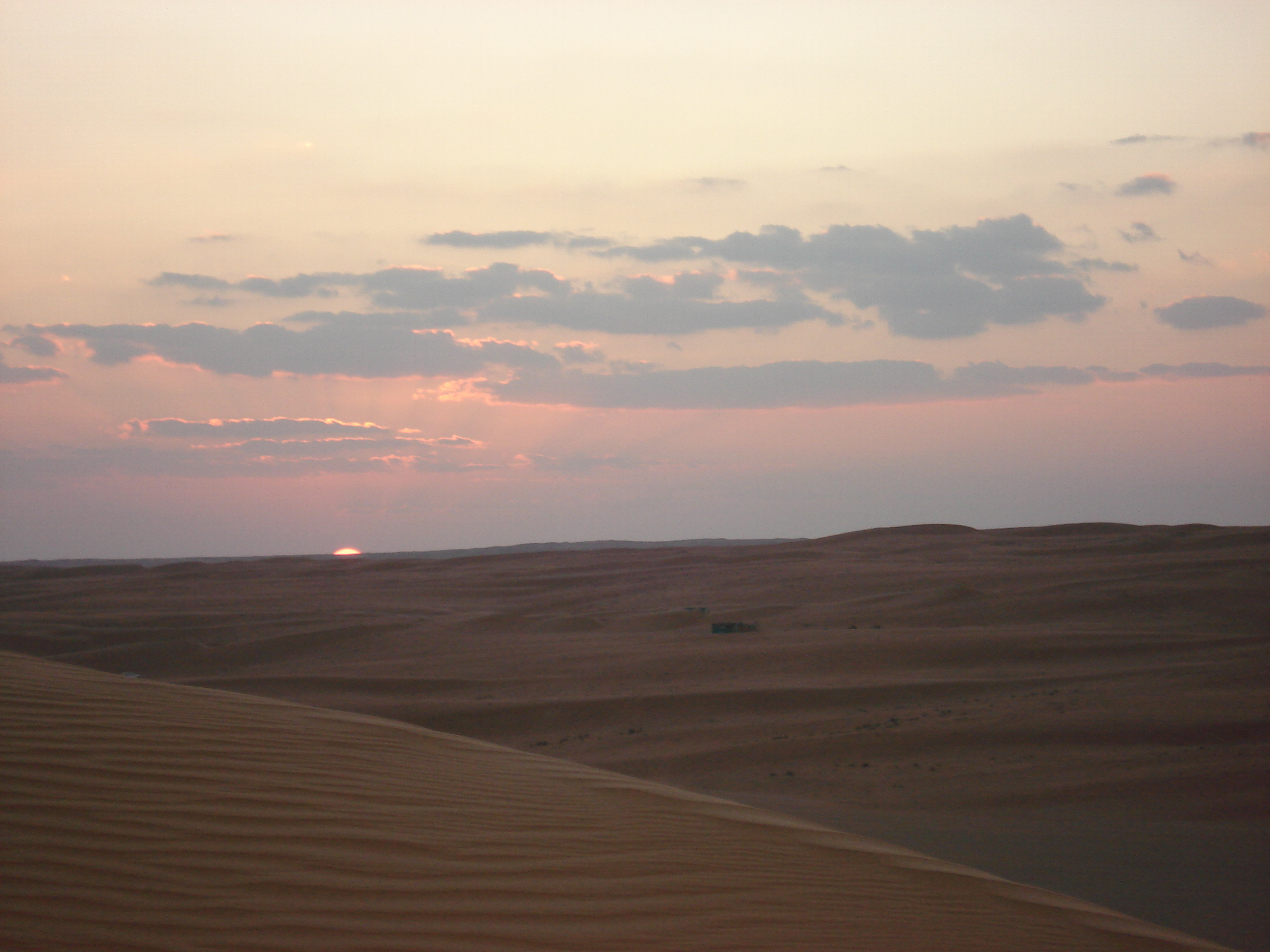
Coucher de soleil en 2008
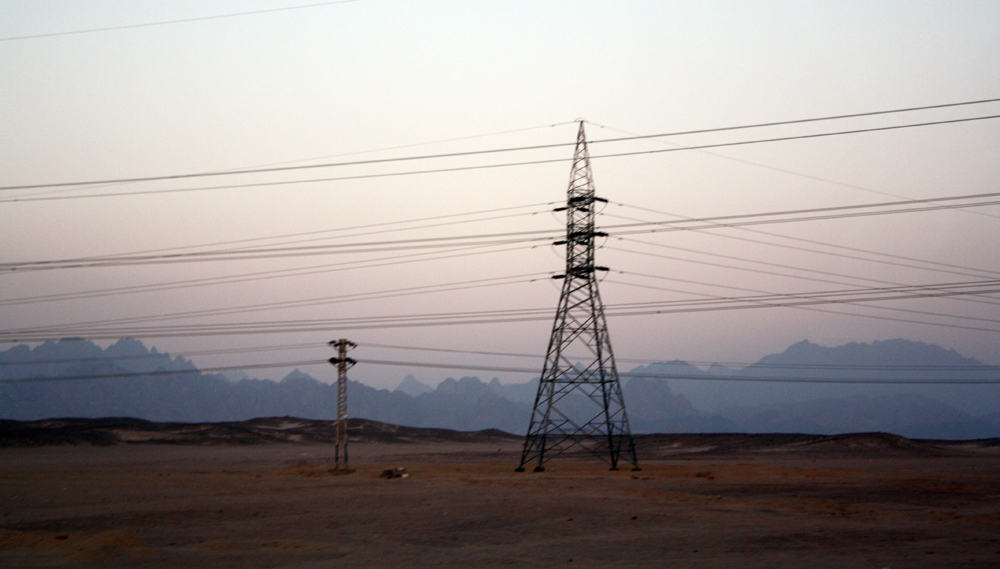
Lignes électriques en 2011
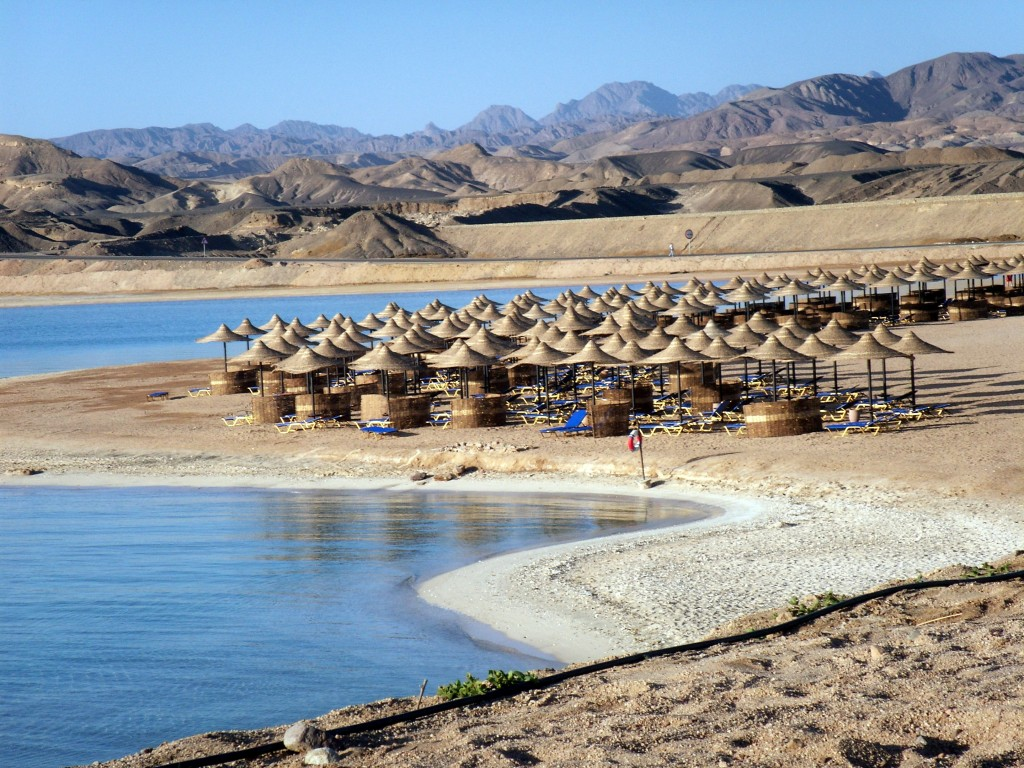
Plage touristique à Kalawy (en) en 2008

Histoire du désert
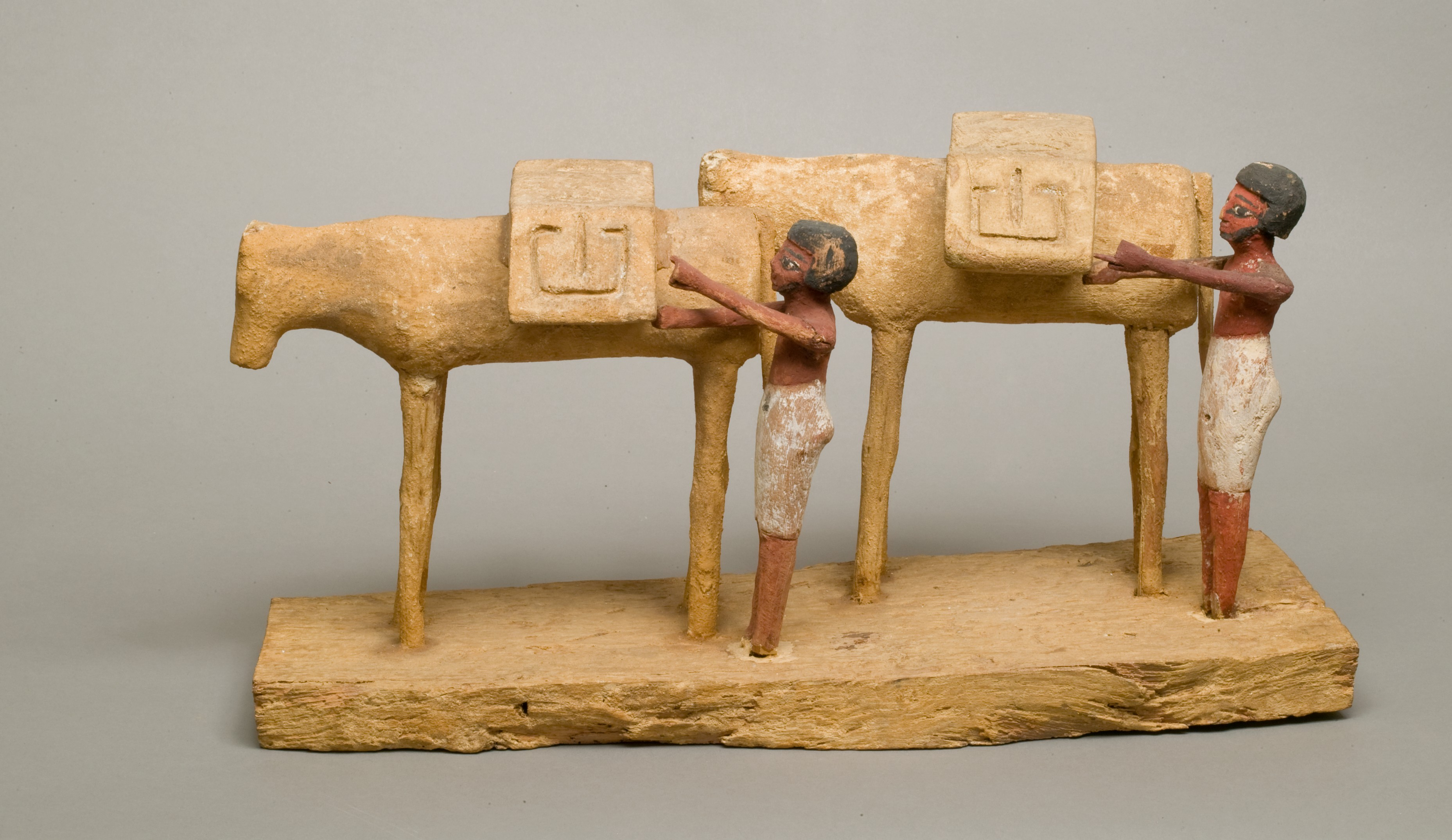
Ânes avec leurs conducteurs, Égypte, Moyen Empire (v. 2030-1850 av. J.-C.)
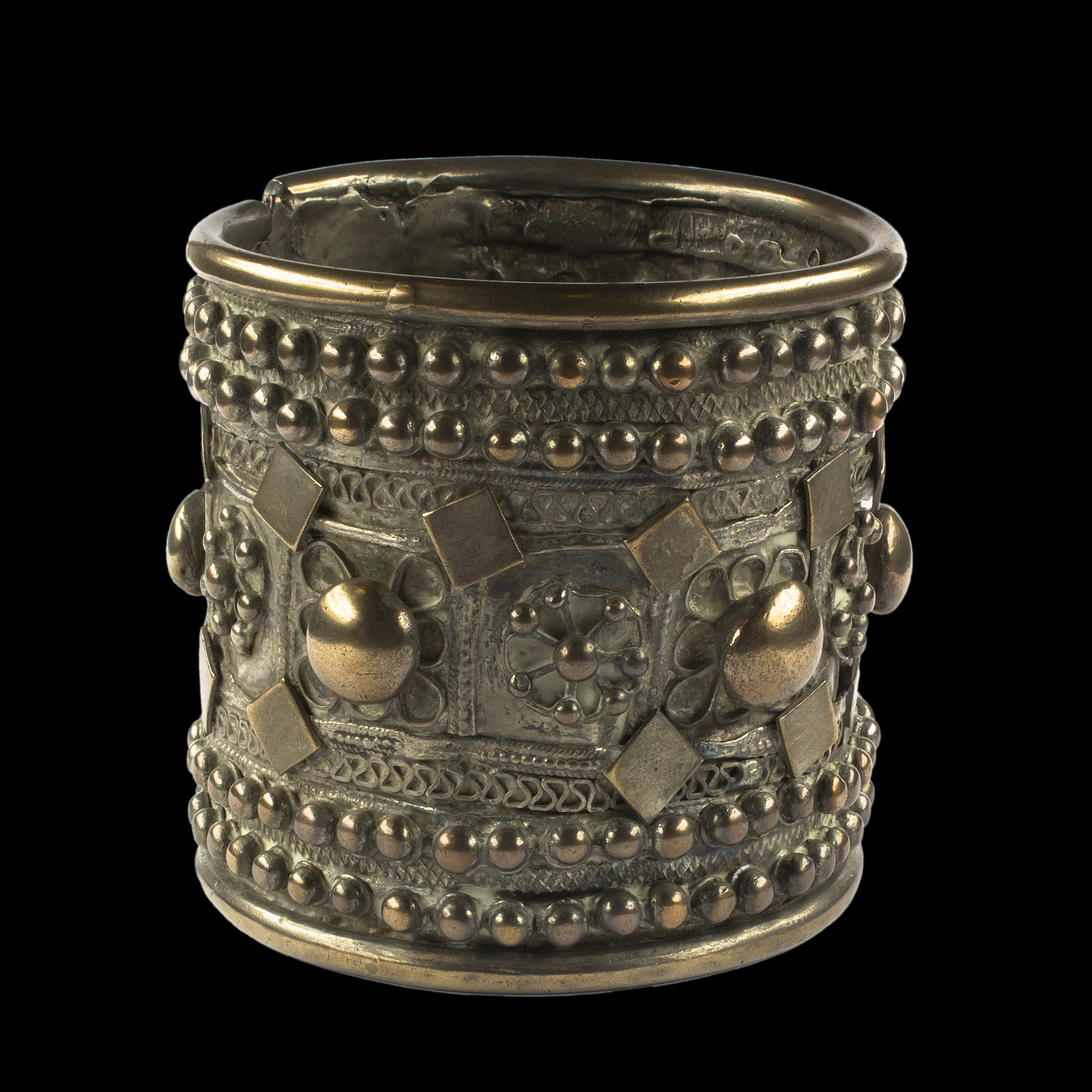
Bijou d'argent du désert Arabique, XXe s.
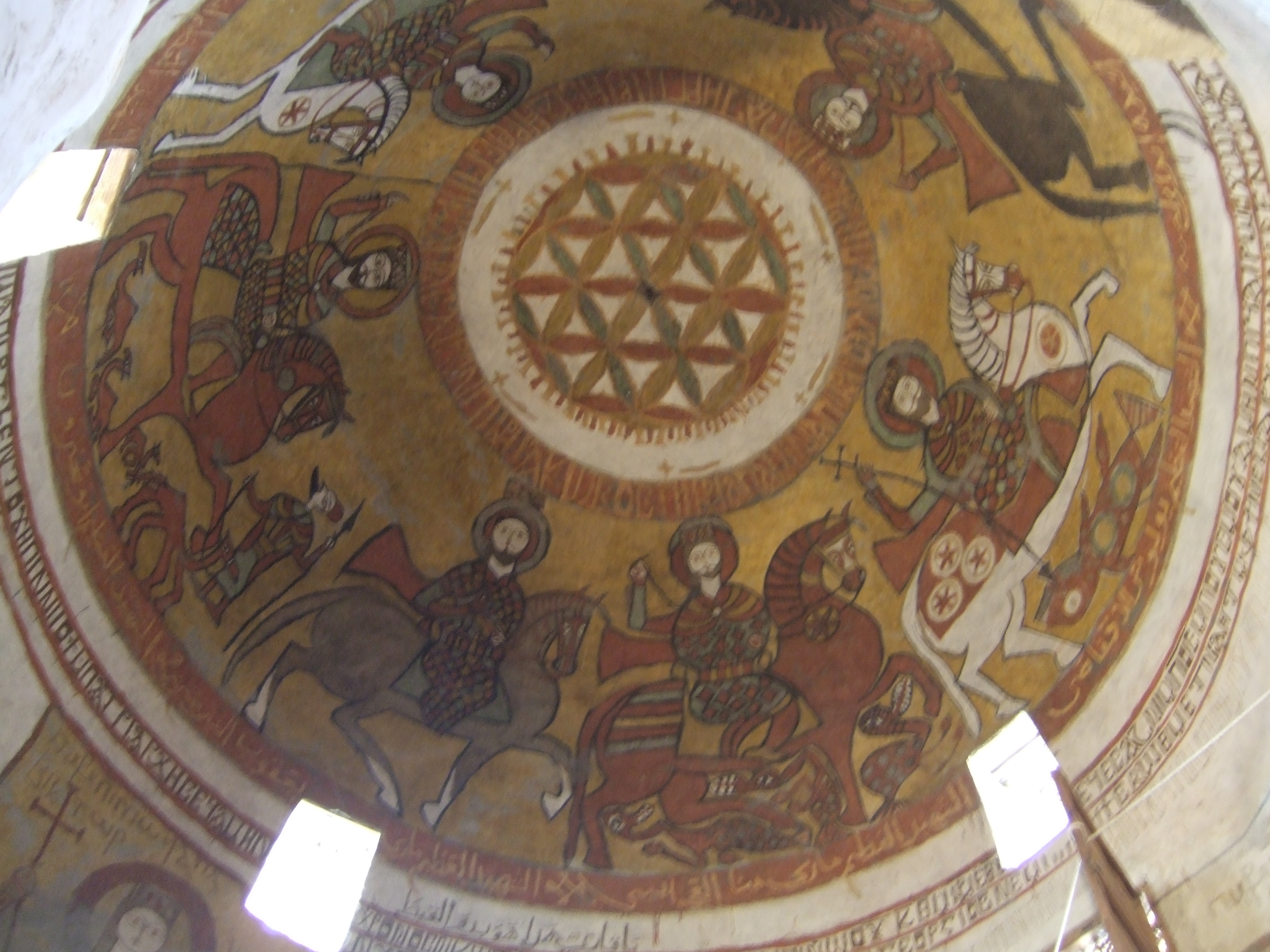
Fresque du monastère Saint-Paul de Thèbes, photographiée en 2007
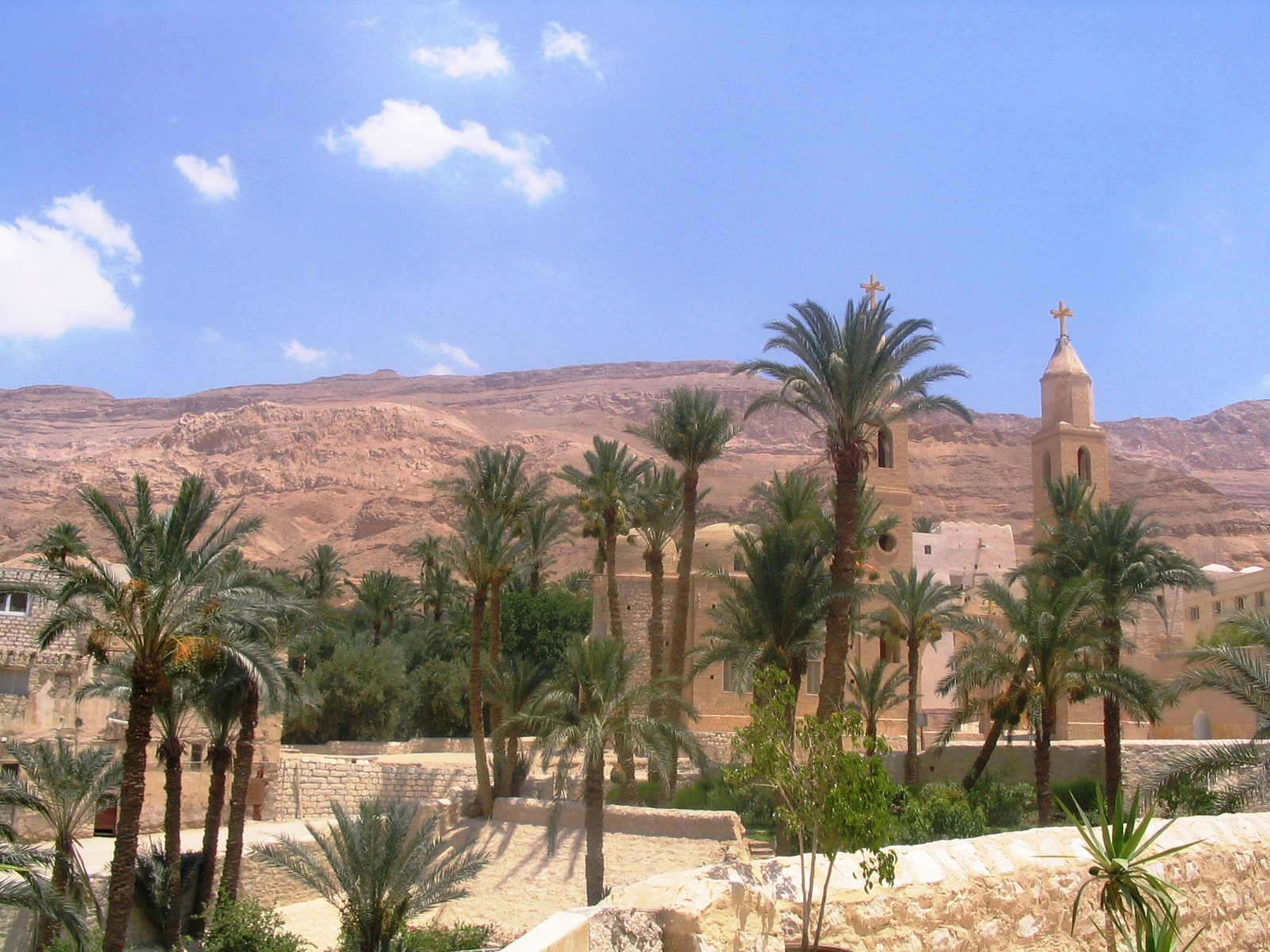
Monastère Saint-Antoine en 2006